# Kartäuserkloster Seiz

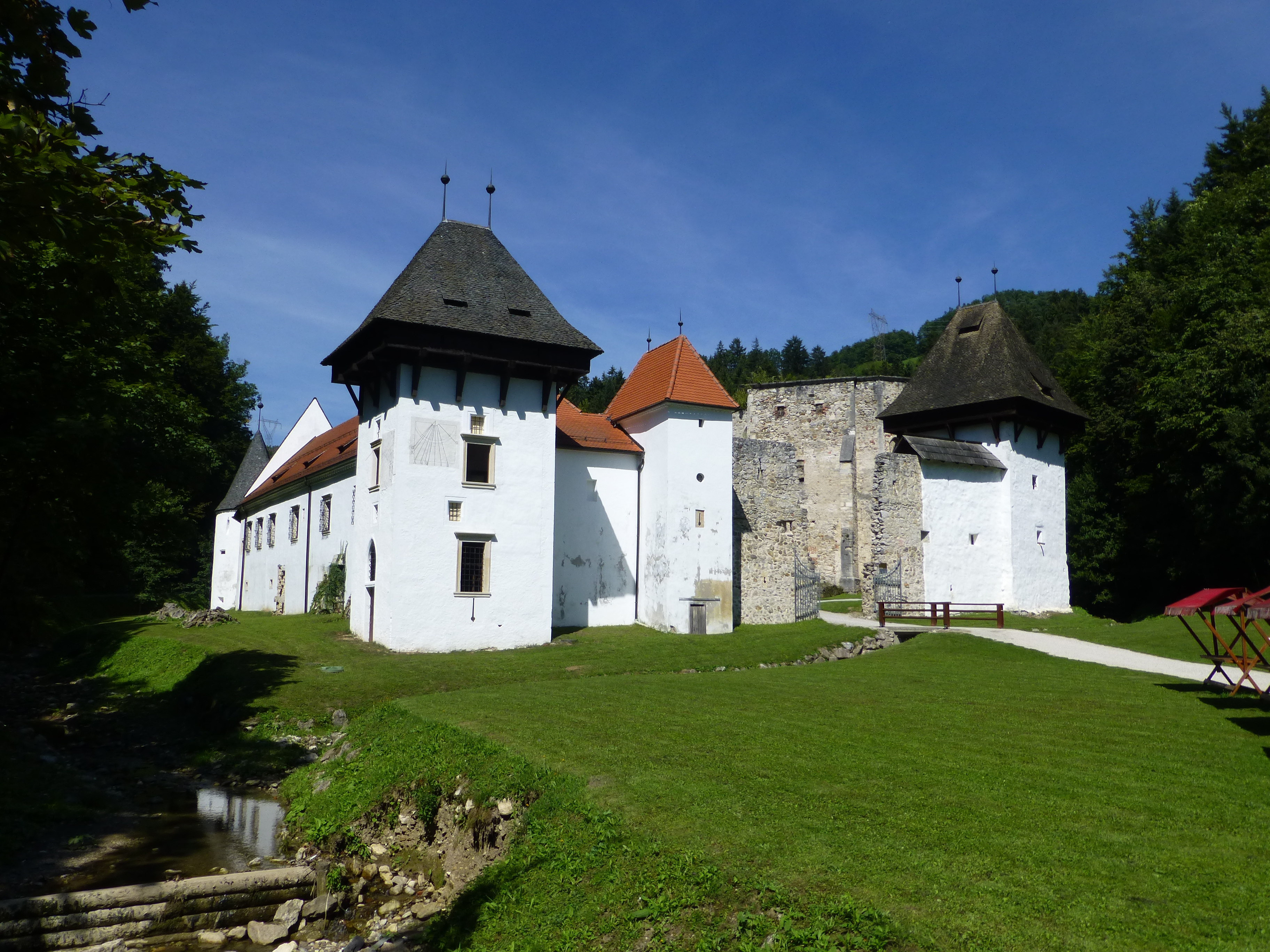
Kartause Seiz, 2015

Das Kartäuserkloster Seiz (slowenisch: Kartuzijanski samostan Žiče; lateinisch: Domus in valle Sancti Johannis) ist ein heutzutage nur noch in Ruinen erhaltenes, abgegangenes Kartäuserkloster bei Žiče (deutsch: Seitzdorf) in Slowenien nahe Slovenske Konjice/Gonobitz.

## Alternative Schreibweisen
Seitz (1185), Sitze (1186, 1243), Seiz (1202, 1234), Sishe (1229), Seitis (1233), Sits (1235, 1257), Siz (1237), Syces (1240), Sic (1243), Syces (1245), Siths (1247), Seits (1257)

## Geschichte

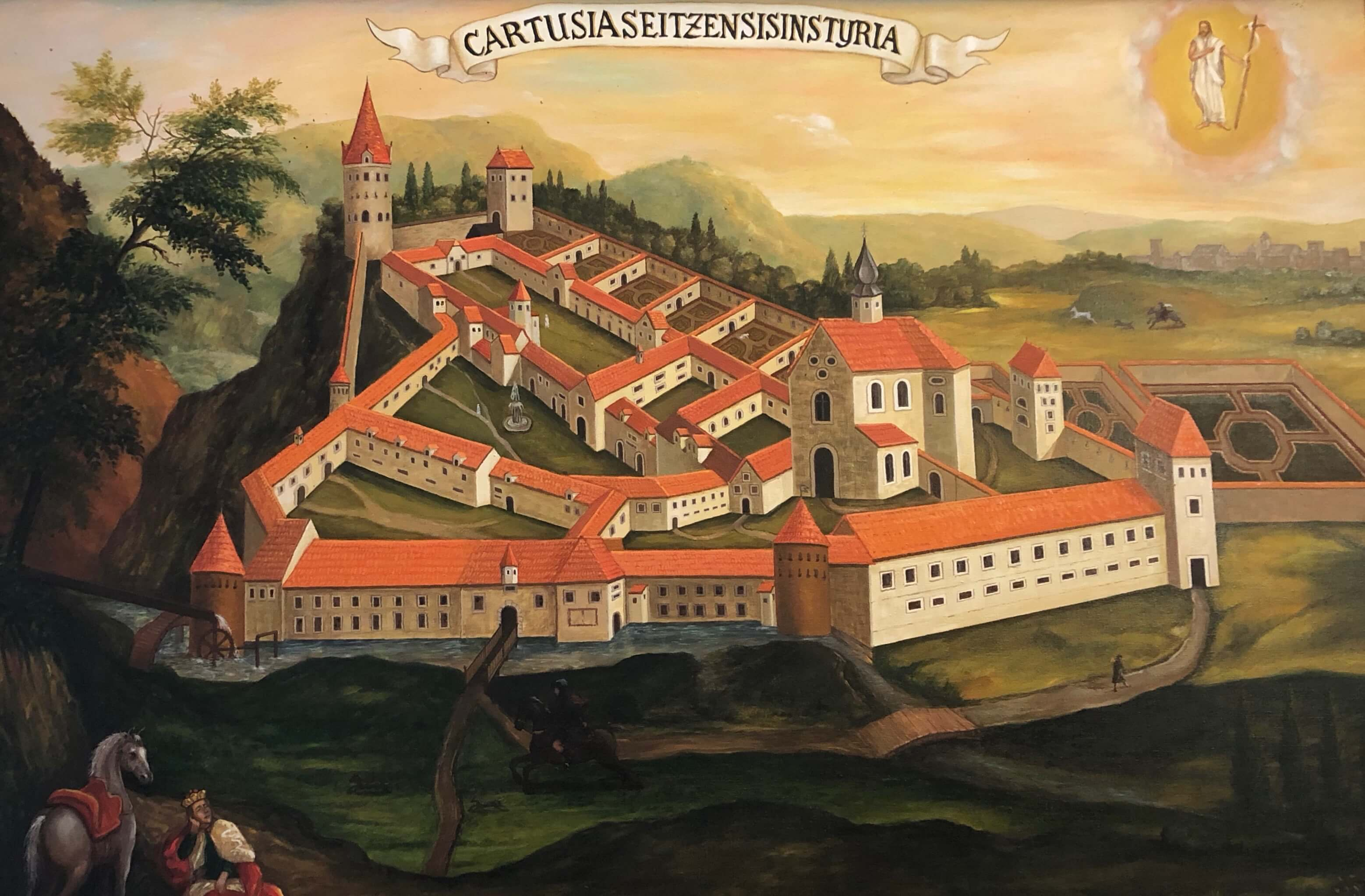
Kartause Seiz, Gemälde von 1730

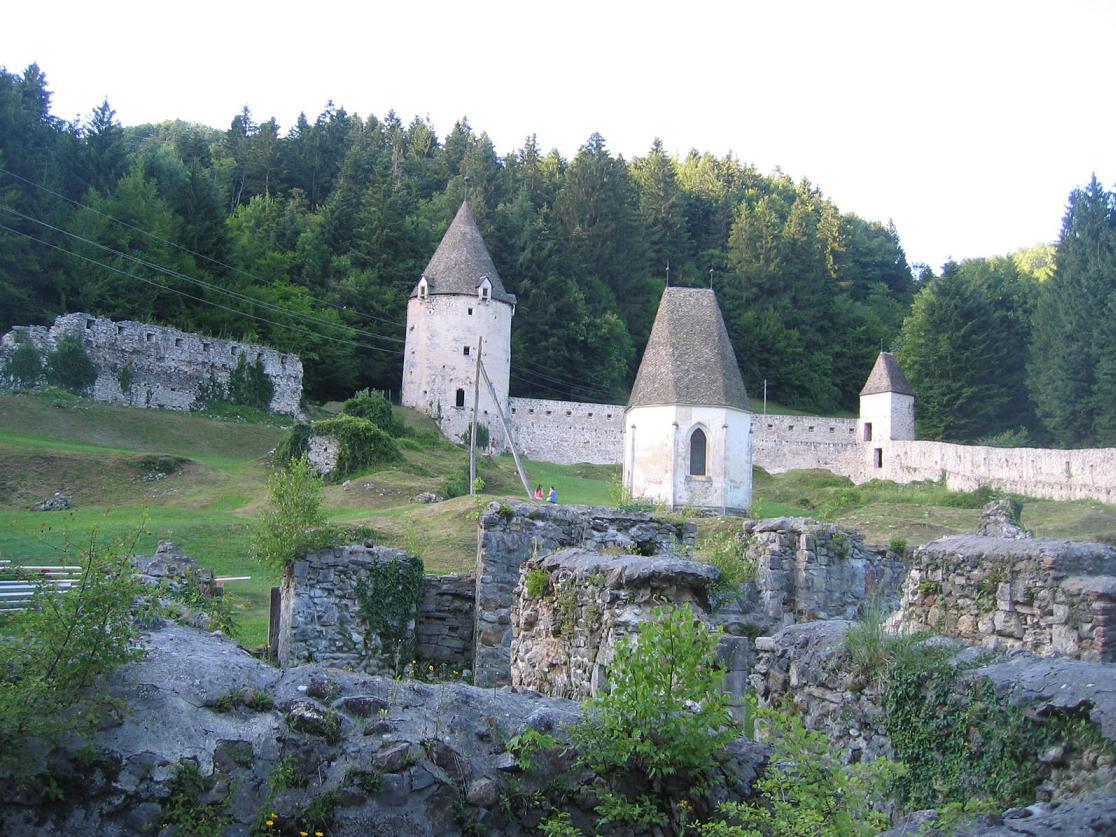
Ruinen, Kapelle, Mauer mit Wehrtürmen der Kartause Seiz, 2005

Markgraf Ottokar III. gründete das Kloster im Jahre 1165 und vertraute es dem Kartäuserorden an. Für die abgelegenen Ländereien entschädigte er seinen Lehnsmann Ortolf von Gonobitz mit anderen Gütern. Sowohl Ottokar III. selbst als auch seine Frau und sein Sohn Ottokar IV. wurden im Kloster begraben.
Papst Urban VI. verlegte zur Zeit des Großen Abendländischen Schismas den Sitz des Generalkapitels des Kartäuserordens nach Žiče. Dort blieb er fast zwei Jahrzehnte lang (1391–1410).
Drei Prioren von Žiče, Johannes von Bari (1391), Christoph von Florenz, Prior von Maggiano (1391–1398) und Stephan von Maconi aus Siena (1398–1410), waren gleichzeitig Generalminister des Kartäuserordens, die sich zum römischen Papst bekannten.
1531 wurde Andreas, Prior von Seiz, von den Türken gefangen genommen, gefoltert und auf schreckliche Weise massakriert. Um ähnliche Überraschungen zu verhindern, ließ Matthew Burgiar, Profess und Prior des Klosters, nach dieser Invasion einen großen Turm errichten.
Nach wechselhafter Geschichte wurde das Kloster als eines der ersten von Kaiser Josef II. im Jahre 1782 aufgelöst und die zu dieser Zeit umfangreichen Besitzungen einschließlich des Seizerhofs sowie der Herrschaft Gonobitz dem Religionsfonds einverleibt. Die Kartause selbst war dem Verfall preisgegeben. Erst 1826 wurde sie mit der Herrschaft Gonobitz an Weriand Fürst zu Windisch-Grätz verkauft.

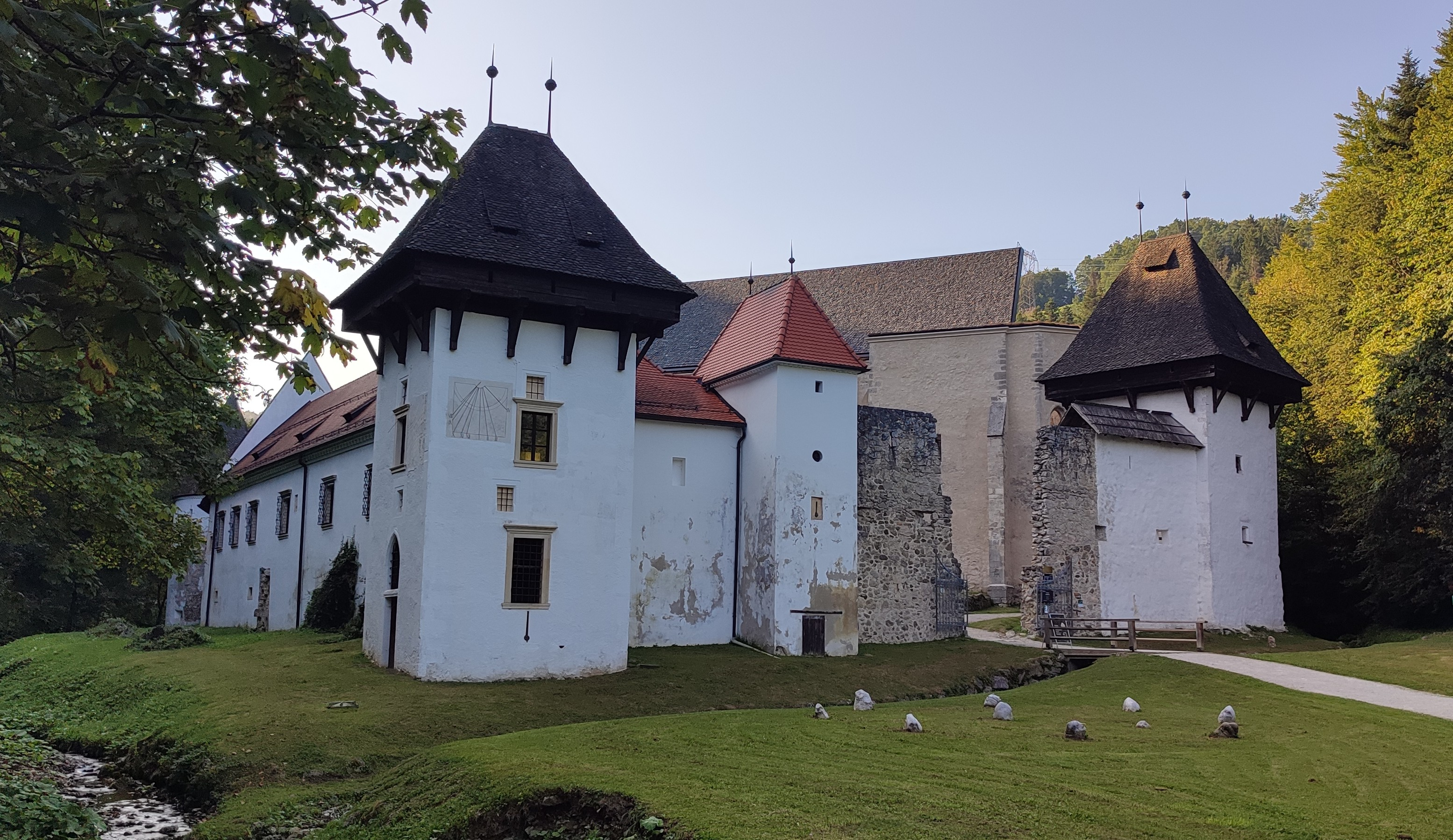
Kartause Seiz, 2023

2022 wurden die Mauern der ehemaligen Kartausenkirche ergänzt und eine Dachkonstruktion aufgesetzt, die auf der Südseite das historische Dach zeigt, auf der Nordseite offen ist. Eine an Seilen hängende Decke wird auf die Mauern herabgelassen.

## Name
Im Laufe der Jahrhunderte erscheint der Name Kartäuserkloster Žiče in den ersten schriftlichen Dokumenten in verschiedenen Formen: Seitz (1185), Sitze (1186, 1243), Seiz (1202, 1234), Sishe (1229), Seitis (1233), Sits (1235, 1257), Siz (1237), Syces (1240), Sic (1243), Syces (1245), Siths (1247), Seits (1257).

## Kulturelle Bedeutung
In Seiz verfasste Anfang des 14. Jahrhunderts der Kartäusermönch Philipp von Seiz ein gereimtes Marienleben mit mehr als 10.000 Versen. Von 1342 bis 1345 war Konrad von Hainburg Prior von Seitz.

### Bibliothek

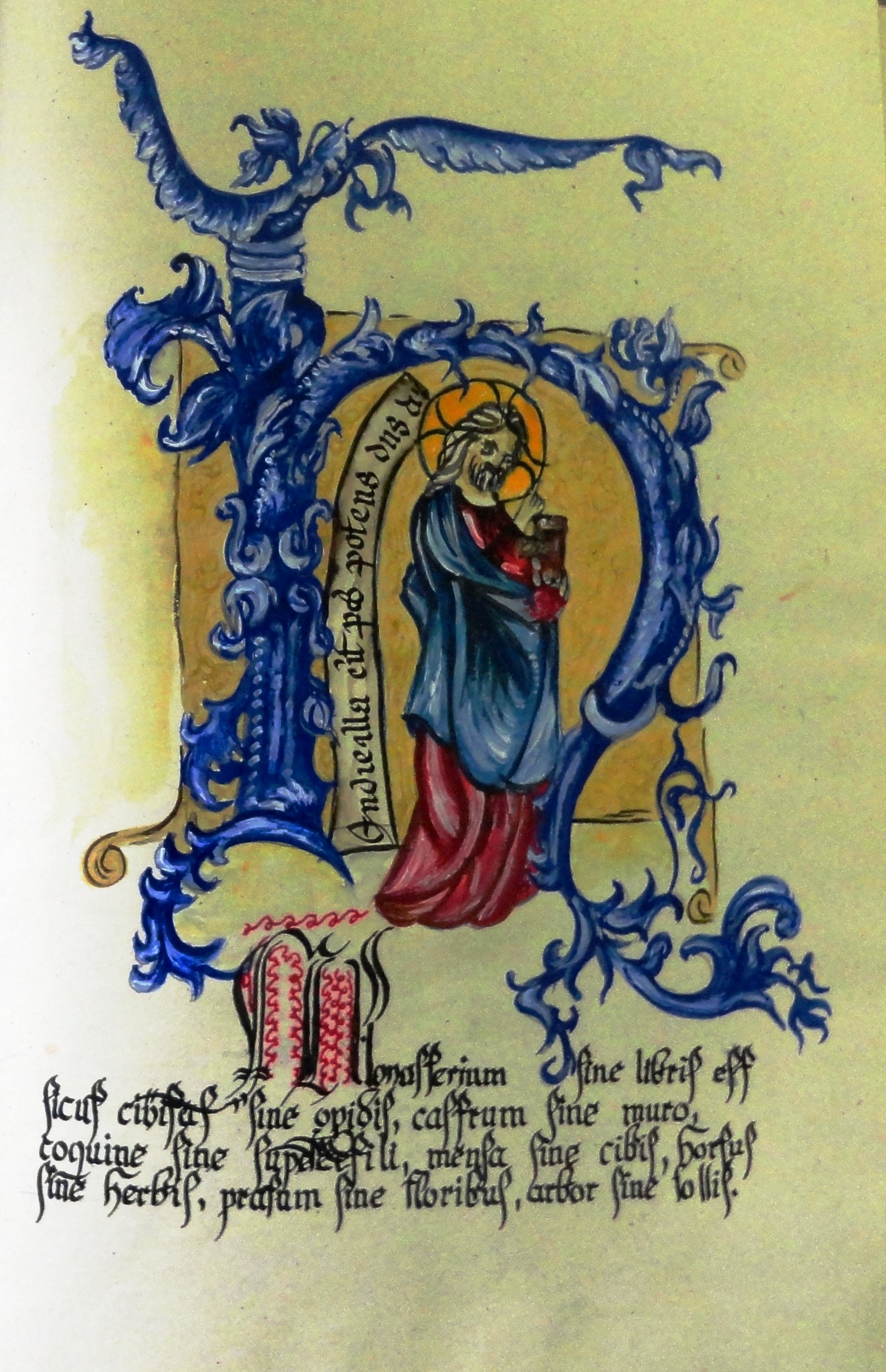
Beispiel für Seizer Buchkunst

Seitz besaß einst eine der reichsten Bibliotheken in ganz Europa. Am 30. Mai 1487 besuchte der Bischof von Caorle als Gesandter des Patriarchen von Aquileia das Kloster. Sein Sekretär Paolo Santonino schrieb in seiner Reisebeschreibung, dass die Mönche mehr als 2.000 Bände (Manuskripte) besaßen. Heute sind davon nur noch 120 bekannt, weitere 100 sind als Fragmente erhalten.
Als das Kloster Mitte des 16. Jahrhunderts fast verlassen war, ordnete Erzherzog Karl II. den Transport der Bücher in die Bibliothek der Jesuitenhochschule in Graz an.